# Lieberkühnovy krypty
Lieberkühnovy krypty jsou jednoduché tubulózní žlázky. Nacházejí se v lamina propria mucosae v celém rozsahu tenkého i tlustého střeva od dvanáctníku po linea pectinata konečníku. Jejich výstelka je tvořena buňkami totožnými s buňkami vystýlajícími lumen střeva - enterocyty, pohárkovými buňkami a enteroendokrinními buňkami. Kromě nich se v hlubších částech krypt nachází navíc nediferencované kmenové buňky obnovující ostatní typy buněk a Panethovy buňky.
Kromě hlenu produkovaného pohárkovými buňkami a hormonů produkovaných enteroendokrinními buňkami, patřícími do systému DNES (difúzní neuroendokrinní systém), zastávají krypty významnou funkci produkcí antibakteriálních působků Panethovými buňkami. Takto nejspíš přispívají k regulaci střevní bakteriální mikroflóry.